# Fujiwara no Moronaga
Fujiwara no Moronaga (藤原師長, 1138 - 1192, também conhecido como Myoonin Daijin), foi um nobre da Corte do final do período Heian da história do Japão. Foi o fundador do Ramo Mido do Clã Fujiwara.

## Vida
Moronaga era o segundo filho do Sadaijin Yorinaga, sua mãe era filha de Minamoto no Nobumasu; e seu avô, que o adotou após a morte de seu pai foi o Daijō Daijin Tadazane.
Em 1151 após ter assumido várias posições na corte foi nomeado Sangi, e posteriormente Chūnagon.
Em 1156 depois da Rebelião Hōgen (Hogen no Ran) devido a participação de seu pai na contenda, perdeu seus títulos e foi banido para a província de Tosa. Oito anos depois (1164) foi dada anistia e recolocado na sua antiga posição.
Devido a sua maestria no alaúde o Imperador em Clausura Go-Shirakawa o nomeou Naidaijin em 1175 e dois anos depois foi promovido a Daijō Daijin (1177). Antes desta nomeação era o auxiliar pessoal de Go-Shirakawa e colocou em prática muitos dos planos deste para suprimir o poder dos Taira. Por esta razão, seu título foi novamente cassado por Taira no Kiyomori e, além disso, em 1179, foi exilado da capital. Mudou-se para Idota em Owari, onde recebeu suas ordens budistas e o nome Rikaku.
No ano seguinte (1180), foi anistiado e voltou para a capital. Em 1192, aos 54 anos de idade veio a falecer.
Moronaga foi um músico hábil e um teórico responsável por reformas na teoria musical. Suas partituras para o alaúde biwa e a cítara koto, Sango Yoroku e Jinchi Yoroku, são as coleções mais extensas e importantes de notações para esses instrumentos, e tornou possível uma compreensão abrangente da tradição gagaku contemporânea. Ele também estudou shomyo tendai com Gensho (um discípulo de Raicho, discípulo de Ryōnin) e formou sua própria seita budista chamada Myoonin. Esta seita originaria do templo Kōfuku-ji em Nara mudou-se para o templo Shōmyō-ji em Kamakura, mas desapareceu no final do Século XV.
| Precedido por Fujiwara no Motofusa  | 34º Daijō Daijin (1177 - 1179) | Sucedido por Fujiwara no Kanezane |
| Precedido por Minamoto no Masamichi | 35º Naidaijin (1175 - 1177)    | Sucedido por Taira no Shigemori   |